# Lipovka (přírodní rezervace)
Lipovka je přírodní rezervace, byla vyhlášena v roce 1995 a nachází se u obce Dolní Žandov v Karlovarském kraji, okrese Cheb. Důvodem ochrany je mezofilní louka s teplomilnou květenou, zejména s vemeníkem dvoulistým (Platanthera bifolia) a pětiprstkou žežulníkem (Gymnadenia conopsea).